# Psarskie (Poznań)

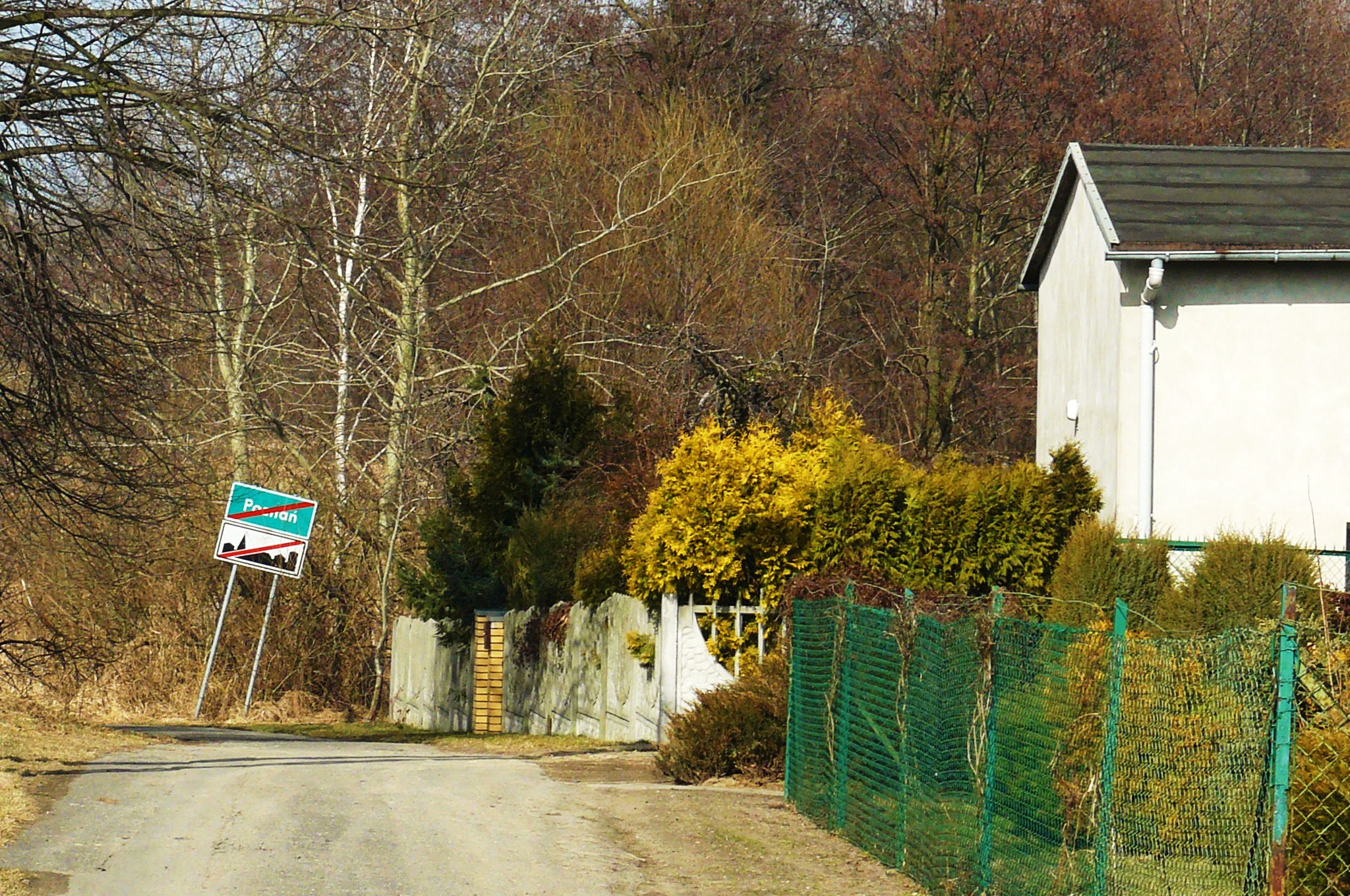
Północna część Psarskiego (ul. Słodyńska) to jednocześnie kraniec Poznania

Psarskie – niewielka, peryferyjna część Poznania, w obrębie osiedla samorządowego Kiekrz, na północno-zachodnim skraju miasta.

## Położenie
Psarskie nie posiada ściśle wyznaczonych granic. Tradycyjnie za część tę uważa się zabudowę przy ulicach: Psarskie, Łagiewnickiej, Złotnickiej i Słodyńskiej.
Leży na dziale wodnym – od wschodu Bogdanki (mającej w okolicy swoje źródła) i Samicy Obornickiej, płynącej z pobliskiego Jeziora Kierskiego. Okolice są mocno zalesione i dość podmokłe.

## Historia
We wczesnej epoce żelaza założono tu cmentarzysko kultury łużyckiej (ulica Koszalińska/Słupska), odkryte przypadkowo w 1964.
Nazwa nawiązuje do historycznego zajęcia – była to dawna osada psarzy książęcych, którzy trudnili się hodowlą i tresurą psów myśliwskich. Zapis nazwy przedstawiał się następująco: Psarske (1387), Psarskye (1423), Psarskie (1426).
Wieś duchowna, własność komandorii joannitów w Poznaniu pod koniec XVI wieku leżała w powiecie poznańskim województwa poznańskiego.
W granice Poznania została włączona w czasie okupacji niemieckiej, w 1940, wraz z kilkoma innym ówczesnymi osadami podmiejskimi.

## Współcześnie
Psarskie zachowało w dużym stopniu dawną zabudowę wiejską, ze zwiększającym się udziałem nowego budownictwa jednorodzinnego.

## Przyroda
Część terenów cennych przyrodniczo, chroniona była od maja 1994, jako użytek ekologiczny Psarskie. Obszar chroniony posiadał 77 ha, z czego 41 ha w granicach Poznania. Użytek (obecnie zlikwidowany) chronił głównie tereny bagienne (torfowiska niskie, szuwary, torfianki).

## Komunikacja
Psarskie obsługiwane jest przez linie autobusowe MPK Poznań i Rokbusu 186, 833, 834, 835, 836 i 837. Na terenie dzielnicy północna obwodnica kolejowa Poznania łączy się z linią Poznań – Szczecin (ściślej – na pobliskiej stacji Kiekrz w poznańskim Kiekrzu).